# Wockia asperipunctella
Wockia asperipunctella is een vlinder uit de familie stippelmotten (Urodidae). De wetenschappelijke naam is voor het eerst geldig gepubliceerd in 1851 door Bruand.
De soort komt voor in Europa.